# لهجة مزابية
المزابية هي لغة زناتية أمازيغية، يستعملها أمازيغ وادي مزاب بالجنوب الجزائري.

## الانتماء والخصائص
أصل اللغة المزابية زناتية ⵜⵓⵎⵥⴰⴱⵜ وهي تتفرع من اللغة الأمازيغية، والمزابية قريبة من الڨورارية والشاوية والشلحية والنفوسية.
```
من خصائصها الابتداء بالساكن للأسماء مثل قولهم (تْمَارْتْ) للِّحية و(تْفُويْتْ) للشمس ومن خصائصها كذلك اجتماع ساكنين في نهاية الكلمة كما في المثالين السابقين.
```

تاء التأنيث تكون في أوّل الاسم فنقول (تَبَجْنَ) للرأس. وقد يكون المؤنث في المزابية مختوما بتاء كذلك، ومن ذلك قولهم (تمطُّوتْ) للمرأة، و(تْوَارْتْ) لأنثى الأسد.
كما أنّ من خصائصها عدم وجود صيغة التثنية. إن اللغة المزابية غنية بالأمثال التي تغني عن الكلام الطويل مما يدل على حكمة أهلها مثل : (وِيُّوفِينْ وَلْيَطِّيفْ أََدِبْرَسْ وَلْيَتِّيفْ) ومعناه: من وجد ولم يقبض بَحث ولم يجد، ويضرب لمن ضيع الفرص. 
ومن الكنايات المزابية قولهم : (يَقَّنْ سْ وُولْمَانْ) ومعناه : مربوط بخيط واهن، وهو كناية عن عدم إحكام الأمور.

## اللغة المزابية ⵜⵓⵎⵥⴰⴱⵜ
(تمازيغت ⵜⴰⵎⴰⵣⵉⵖⵜ)
اللغة المزابية هي إحدى اللغات الأمازيغية التي يتحدث بها سكان وادي مزاب في ولاية غرداية بالجزائر. تُعتبر فرعًا من فروع اللغة الأمازيغية، وهي جزء من الهوية الثقافية المميزة للمزابيين.
خصائص اللغة المزابية ⵜⵓⵎⵥⴰⴱⵜ :
```
الأصل والتصنيف:
```

تنتمي اللغة المزابية إلى عائلة اللغات الأمازيغية التي تمتد عبر شمال إفريقيا.
تُستخدم بشكل يومي للتواصل بين أفراد المجتمع المزابي، وفي وسائل الإعلام والتواصل الإجتماعي.
الكتابة والإملاء:
الأبجدية:
تُكتب اللغة المزابية بحروف التيفيناغ ⵜⵉⴼⵉⵏⴰⵖ، لكنها تُكتب أيضًا باستخدام الأبجدية العربية واللاتينية "تمعمريت" Tamɛemrit.

الحركات:
تعتمد المزابية على الحركات السياقية بدل التشكيل الكامل، مما يجعل النطق يعتمد على الخبرة.
تمازيغت المزابية وثقافتها:
اللغة المزابية ليست مجرد وسيلة تواصل بل تعكس الثقافة المزابية المرتبطة بالتقاليد، العادات، والدين. ويستخدمها المزابيون للحفاظ على هويتهم الأمازيغية.
و للمزابيين قصائد شعرية يتغنون بها في المناسبات كوقت الدرس للفلاحين، وأوقات النسج للنسوة، وفي الأعراس، والأعياد الدينية.

## اللغة المزابية والهوية
تمازيغت المزابية ⵜⵓⵎⵥⴰⴱⵜ هي رابط قوي بين المزابيين وتراثهم، وتمثل هويتهم الثقافية التي تمتزج بين التقاليد الأمازيغية والدين الإسلامي. الحفاظ عليها يعد جزءًا من حماية الإرث الثقافي لمنطقة وادي مزاب.

## المزابية والعربية
المزابية ⵜⵓⵎⵥⴰⴱⵜ (لغة مزاب) هي إحدى اللهجات الأمازيغية التي يتحدث بها المزابيون في منطقة وادي مزاب، الواقعة في ولاية غرداية بالجزائر. تجمع المزابية بين الطابع الأمازيغي الأصيل والتأثير العربي الذي ظهر بشكل واضح بعد دخول الإسلام وانتشار اللغة العربية في المنطقة.
العلاقة بين المزابية والأمازيغية:
تمازيغت (الأمازيغية): تُعتبر المزابية جزءًا من اللغات الأمازيغية التي تنتشر في شمال إفريقيا. وهي تحمل نفس الجذور اللغوية وتتشارك في القواعد الأساسية والكلمات مع اللهجات الأمازيغية الأخرى مثل الشاوية، القبائلية، والتارقية.
الهوية الأمازيغية: تُمثل المزابية إرثًا ثقافيًا غنيًا يعكس الهوية الأمازيغية من حيث العادات، التقاليد، واللغة.

العلاقة بين المزابية والعربية:
التأثير اللغوي: اللغة العربية أثّرت على المزابية عبر المفردات، خاصة في المجال الديني والاجتماعي. يستخدم المزابيون العديد من الكلمات العربية نتيجة التعايش مع العرب واعتماد الإسلام.
ازدواجية اللغة: المزابيون يُتقنون المزابية كلغة يومية، إلى جانب استخدام اللغة العربية في التعليم، الدين، والمعاملات الرسمية.

الاندماج الثقافي:
تُظهر المزابية مزيجًا فريدًا من التأثيرات العربية والأمازيغية، ما يجعلها لغة حية وحافظة لهوية سكان وادي مزاب.